# 2014년 KBO 리그 2차 드래프트
2014년 KBO 리그 2차 드래프트는 2013년 11월 22일 서울 강남구 청담동 리베라호텔에서 실시된 2차 드래프트이다.

## 지명방식
kt 위즈를 제외한 각 구단은 외국인 선수와 군보류선수 그리고 FA 신청 선수를 제외한 40명의 보호 선수를 2차 드래프트 시행 10일전까지 확정해 KBO에 통보해야 한다. 명단은 시행 당일 공개되며 선수에 대한 양도금은 1라운드 선수가 3억, 2라운드 2억, 3라운드부터는 1억원으로 정해졌다. 단, 1라운드에서 지명하지 않으면 다음 라운드에서 지명을 할 수 없게 되어 2차 드래프트에서 선수 지명을 하지 못하게 된다. 또한, 지명선수의 특정팀 쏠림현상을 막기 위해서 팀당 최대 5명으로 제한하였다.
- 지명순서: kt → 한화 → KIA → NC → SK → 롯데 → 넥센 → LG → 두산 → 삼성
- kt 위즈 특별 규정

한국프로야구 10번째 구단이자 신생 구단인 kt 위즈의 경우 5명의 선수를 추가로 특별 지명할 수 있다.

### 드래프트 결과
| 라운드 | kt                | 한화                | KIA                   | NC                  | SK                    | 롯데                  | 넥센                | LG                    | 두산                  | 삼성                |
| ------ | ----------------- | ------------------- | --------------------- | ------------------- | --------------------- | --------------------- | ------------------- | --------------------- | --------------------- | ------------------- |
| 1      | 김주원 (SK, 투수) | 이동걸 (삼성, 투수) | 김상현 (두산, 투수)   | 이혜천 (두산, 투수) | 신현철 (넥센, 내야수) | 이여상 (한화, 내야수) | 이상민 (NC, 투수)   | 임재철 (두산, 외야수) | 허준혁 (SK, 투수)     | 이영욱 (SK, 투수)   |
| 2      | 이윤학 (LG, 투수) | 이성진 (LG, 투수)   | 김민우 (넥센, 내야수) | 김성계 (KIA, 투수)  | 이정담 (롯데, 투수)   | 심수창 (넥센, 투수)   | 강지광 (LG, 외야수) | 이창호 (NC, 투수)     | 최영진 (LG, 내야수)   | 서동환 (두산, 투수) |
| 3      | 김용성 (NC, 투수) | 최윤석 (SK, 내야수) | 김준 (SK, 투수)       | 심재윤 (LG, 외야수) | 김대유 (넥센, 투수)   | 지명 포기             | 윤영삼 (NC, 투수)   | 정혁진 (두산, 투수)   | 양종민 (롯데, 내야수) | 차화준 (NC, 내야수) |

kt 위즈는 다른 팀들의 지명이 끝난 2차 드래프트 3라운드 후 5명의 선수를 특별 추가 지명하였다.
| 전 소속팀     | 성명   | 포지션 |
| ------------- | ------ | ------ |
| 삼성 라이온즈 | 이준형 | 투수   |
| 삼성 라이온즈 | 김동명 | 포수   |
| 넥센 히어로즈 | 김사연 | 내야수 |
| 삼성 라이온즈 | 김영환 | 내야수 |
| 삼성 라이온즈 | 신용승 | 외야수 |